# تمارين التحمل

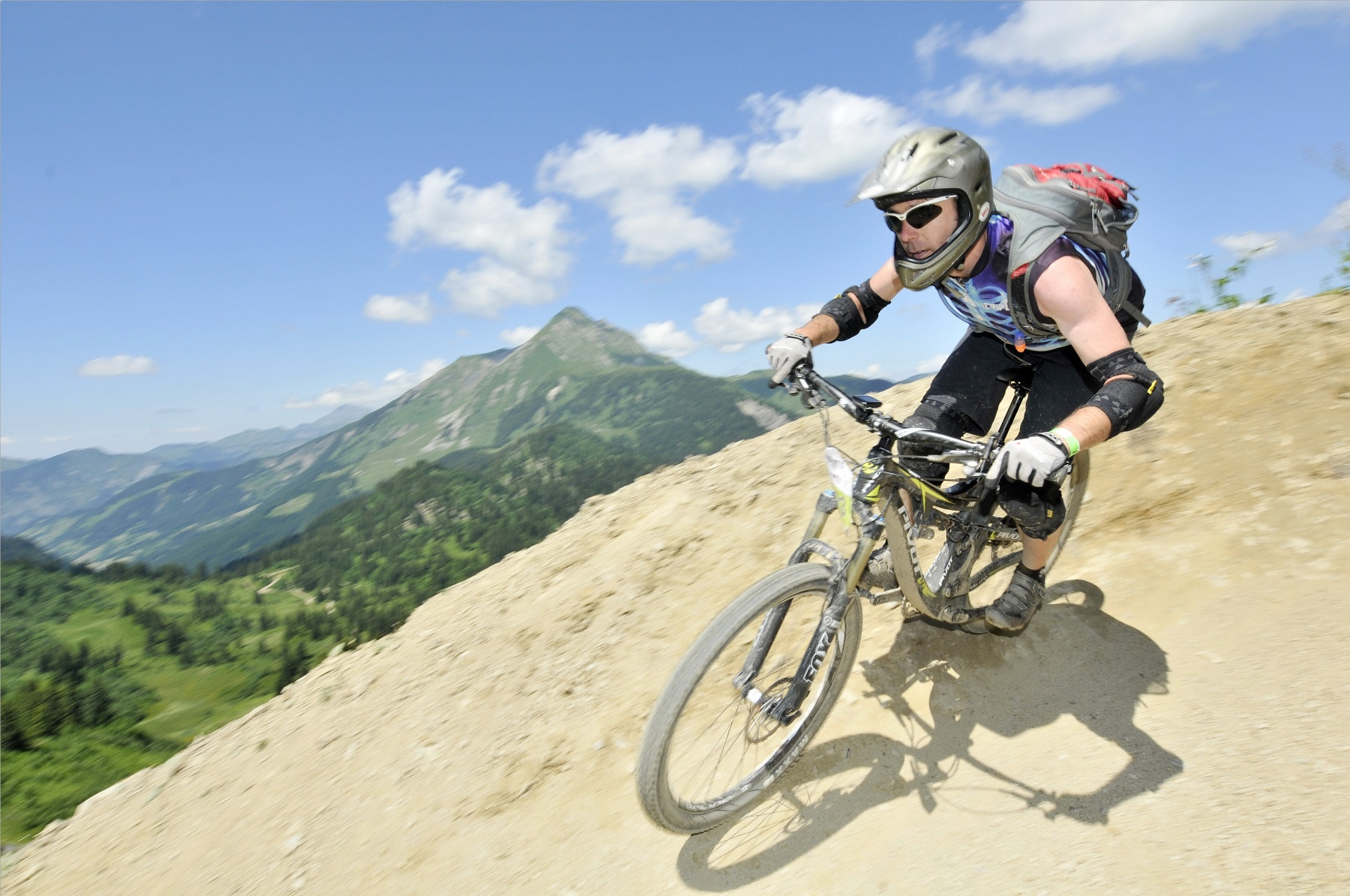
رجل يركب دراجة جبلية في منطقة جبلية على جبال الألب.

تمارين التحمل هي ممارسة لزيادة القدرة على التحمل. يشير مصطلح تمارين التحمل عمومًا إلى تدريب النظام الهوائي بدلاً من النظام اللاهوائي. غالبًا ما تُنسب الحاجة إلى التحمل في الرياضة على أنها الحاجة إلى القلب والأوعية الدموية والتحمل العضلي البسيط، لكن مسألة التحمل أكثر تعقيدًا بكثير. يمكن تقسيم القدرة على التحمل إلى فئتين: التحمل العام والتحمل النوعي. يمكن إثبات أن التحمل في الرياضة يرتبط ارتباطًا وثيقًا بتنفيذ المهارة والتقنية. يمكن تعريف الرياضي الجيد على أنه الرياضي الذي ينفذ تقنيته باستمرار وفعالية بأقل جهد. مفتاح قياس القدرة على التحمل هو معدل ضربات القلب والقدرة على  ركوب الدراجات والسرعة في الجري

## اقرأ أيضا
- تدريب بدني
- اتاحة الطاقة في جسم الإنسان
- بي جي سي-1 ألفا
- تدريب الفترة
- عتبة اللاكتات
- لاكتات